# Janko Prunk
Janko Prunk (født d. 30. December 1942) er en slovensk historiker med speciale i moderne historie. Han har udgivet artikler og monografier i analytisk politologi, moderne historie, tilblivelsen af de moderne politiske dannelser og i historien bag den sociale og politiske filosofi i Slovenien. Derudover har han skrevet om Sloveniens politiske bevægelsers historie, fra slutningen af det 19. århundrede indtil 2. verdenskrig, med fokus på slovensk kristen socialisme og de slovenske nationale spørgsmåls historie.

## Uddannelse
Prunk blev født i en lille koloni i Loka pri Zidanem Mostu (en del af Sevnica kommune), i det centrale Slovenien, som dengang befandt sig i den Tysk-styrede del af Nedre Steiermark. Prunk gik i folkeskole i hans fødselsby hvorefter han i fjerde klasse skiftede til en skole i nærheden af Radece. Han fortsatte sin uddannelse på gymnasiet i Celje. Han dimitterede i historie og sociologi fra Ljubljana Universitet i 1966. Han blev rekrutteret af det Jugoslaviske militær i Sisak, den Socialistiske Republik Kroatien, og tjente fra 1966 til 1967. Han fik sin magistergrad fra Ljubljana Universitet i 1972. I 1976 fik han en Ph.d.-grad med en afhandling om relationen mellem den slovenske kristne socialistbevægelse og Sloveniens kommunistparti i den Slovenske Befrielsefront. På daværende tidspunkt var dette et kontroversielt emne. I 1984 og 1988 fik Prunk tildelt stipendiater fra Alexander von Humboldt Foundation hvilket muliggjorde at han kunne fortsætte sine studier i Köln og Freiburg. Senere arbejdede han som researcher på Freiburg Universitet. Fra 1966 til 1995 samarbejdede han med instituttet for moderne historie i Ljubljana. I dag er han professor på det samfundsvidenskabelige fakultet på Ljubljana Universitet. Prunk er medlem af instituttet for Europæisk historie i Mainz og seniormedlem af Center for Europæiske Integrationsstudier i Bonn.

## Politik
Prunk har været aktivt involveret i politik. Som en tidlig beundrer af Jože Pucnik, blev Prunk, efter demokratiseringen af Slovenien, medlem af den Demokratiske Opposition i Slovenien. Han var et aktivt medlem af det Slovenske Demokratiske Parti (kendt som Slovensk Demokratisk Parti mellem 1989 og 2003). Mellem 1992 og 1993 arbejdede Prunk som Minister for Slovenerne udenfor Slovenien og for nationale minoriteter i Slovenien i Janez Drnovšeks første koalitionsministerium. Efter 1994 trak Prunk sig tilbage fra politik i over et årti. Før de parlamentariske valg i 2004 førte han kampagne for det Slovenske Demokratiske parti. I 2005 blev han udvalgt af den udenlandske minister Dimitrij Rupel, som præsident for den Slovensk-Kroatiske kommission, etableret af de to landes regeringer for at gøre opmærksom på landenes historiske relationer. Mellem 2004 og 2008 arbejdede han som formand for det Slovenske Demokratiske partis indre komité for uddannelsespolitik. Han trak sig tilbage i 2008 pga. uenigheder om regeringens politik der begunstigede private universiteter. Efter splittelsen fra partiet blev han meget kritisk overfor den daværende premierminister Janez Janša, som han anklagede for at være "liberal med et autoritativt strejf, som bestræber sig på at blive en Slovensk Piłsudski". Efter de parlamentariske valg i 2008, forklarede Prunk at hans skuffelse over det Slovenske Demokratiske Parti var en konsekvens af partiets neoliberale drejning. Ifølge Prunk vendte partiet ryggen til idealerne om velfærdsstaten udarbejdet af partiets grundlægger Jože Pucnik. Prunk kritiserede også partiets præsident, Janez Janša, for hans karismatiske type af lederskab, og angav at partiet formentlig ville kollapse hvis Janša demissionerede.

## Publikationer
Janko Prunk har skrevet over 400 specialiserede artikler og bøger siden 1966. Hans bog "A brief history of Slovenia: Historical background of the Republic of Slovenia," er et af de mest omfattende værker indenfor Slovensk historie.